# 荻村傳
《荻村傳》是台灣作家陳紀瀅的長篇小說，1950年在《自由中國》上連載，1951年重光文藝出版社初版。該書約13萬字、13小節，書前有代序，書後有數篇評介文章。傻常順兒是主人公，書中描繪了他與一個中國北方農村——荻村自義和團以來近40年的歷史。書中大量運用北方方言，具有強烈的政治色彩。該書為作者第一篇反共長篇小說，曾被張愛玲翻譯為英文。